# Beja (circonscription électorale)
Pour les articles homonymes, voir Beja.
La circonscription électorale de Beja est une circonscription électorale du Portugal, utilisée pour les élections législatives.
Ses frontières correspondent au district du même nom.

## Résultats

### Années 2020

#### 2025
| Parti                                      | Parti                                                   | Voix    | %     | +/-  | Sièges | +/-           |
| ------------------------------------------ | ------------------------------------------------------- | ------- | ----- | ---- | ------ | ------------- |
|                                            | Chega (CH)                                              | 20 447  | 28,38 | 6,22 | 1      | en stagnation |
|                                            | Parti socialiste (PS)                                   | 19 536  | 27,12 | 5,47 | 1      | en stagnation |
|                                            | AD – Coalition PSD/CDS (PPD/PSD.CDS-PP)                 | 15 407  | 21,39 | 4,18 | 1      | en stagnation |
|                                            | Coalition démocratique unitaire (PCP-PEV)               | 10 000  | 13,88 | 1,57 | 0      | en stagnation |
|                                            | LIBRE (L)                                               | 1 547   | 2,15  | 0,32 | 0      | en stagnation |
|                                            | Initiative libérale (IL)                                | 1 439   | 2,00  | 0,28 | 0      | en stagnation |
|                                            | Bloc de gauche (BE)                                     | 1 365   | 1,89  | 2,64 | 0      | en stagnation |
|                                            | Alternative démocratique nationale (ADN)                | 713     | 0,99  | 0,16 | 0      | en stagnation |
|                                            | Personnes–Animaux–Nature (PAN)                          | 636     | 0,88  | 0,38 | 0      | en stagnation |
|                                            | Parti communiste des travailleurs portugais (PCTP/MRPP) | 455     | 0,63  | 0,20 | 0      | en stagnation |
|                                            | Réagir, inclure, recycler (RIR)                         | 135     | 0,19  | 0,05 | 0      | en stagnation |
|                                            | Nouvelle Droite (ND)                                    | 97      | 0,13  | 0,01 | 0      | en stagnation |
|                                            | Volt Portugal (VP)                                      | 93      | 0,13  | 0,07 | 0      | en stagnation |
|                                            | Ergue-te (E)                                            | 87      | 0,12  | 0,01 | 0      | en stagnation |
|                                            | Parti populaire monarchiste (PPM)                       | 84      | 0,12  | N/A  | 0      | en stagnation |
|                                            |                                                         |         |       |      |        |               |
| Suffrages exprimés                         | Suffrages exprimés                                      | 72 041  | 97,69 |      |        |               |
| Votes blancs                               | Votes blancs                                            | 1 012   | 1,37  |      |        |               |
| Votes invalides                            | Votes invalides                                         | 690     | 0,94  |      |        |               |
| Total                                      | Total                                                   | 73 743  | 100   | –    | 3      | en stagnation |
| Abstentions                                | Abstentions                                             | 44 577  | 37,67 |      |        |               |
| Inscrits/Participation                     | Inscrits/Participation                                  | 118 320 | 62,33 |      |        |               |
|                                            |                                                         |         |       |      |        |               |
| Source: Commission nationale des élections |                                                         |         |       |      |        |               |

| Parti | Parti | Parti | Parti   | Députés           |
| ----- | ----- | ----- | ------- | ----------------- |
|       | CH    | CH    | CH      | - Rui dos Santos  |
|       | PS    | PS    | PS      | - Pedro Raposo    |
|       | AD    |       | PPD/PSD | - Gonçalo Valente |

#### 2024
| Parti                                      | Parti                                                   | Voix    | %     | +/-           | Sièges | +/-           |
| ------------------------------------------ | ------------------------------------------------------- | ------- | ----- | ------------- | ------ | ------------- |
|                                            | Parti socialiste (PS)                                   | 24 408  | 32,59 | 11,07         | 1      | 1             |
|                                            | Chega (CH)                                              | 16 595  | 22,16 | 11,68         | 1      | 1             |
|                                            | Alliance démocratique (AD) (PSD-PP-PPM)                 | 12 890  | 17,21 | 0,15          | 1      | 1             |
|                                            | Coalition démocratique unitaire (CDU)                   | 11 570  | 15,45 | 3,37          | 0      | 1             |
|                                            | Bloc de gauche (BE)                                     | 3 393   | 4,53  | 0,73          | 0      | en stagnation |
|                                            | Initiative libérale (IL)                                | 1 708   | 2,28  | 0,18          | 0      | en stagnation |
|                                            | Libre (L)                                               | 1 369   | 1,83  | 1,09          | 0      | en stagnation |
|                                            | Personnes–Animaux–Nature (PAN)                          | 943     | 1,26  | 0,36          | 0      | en stagnation |
|                                            | Alternative démocratique nationale (ADN)                | 859     | 1,15  | Abs.          | 0      | en stagnation |
|                                            | Parti communiste des travailleurs portugais (PCTP/MRPP) | 624     | 0,83  | 0,20          | 0      | en stagnation |
|                                            | Réagir, inclure, recycler (RIR)                         | 180     | 0,24  | en stagnation | 0      | en stagnation |
|                                            | Volt Portugal (VP)                                      | 147     | 0,20  | 0,04          | 0      | en stagnation |
|                                            | Nouvelle Droite (ND)                                    | 106     | 0,14  | Nv.           | 0      | en stagnation |
|                                            | Ergue-te (E)                                            | 95      | 0,13  | 0,01          | 0      | en stagnation |
|                                            |                                                         |         |       |               |        |               |
| Suffrages exprimés                         | Suffrages exprimés                                      | 74 887  | 97,26 |               |        |               |
| Votes blancs                               | Votes blancs                                            | 1 172   | 1,52  |               |        |               |
| Votes nuls                                 | Votes nuls                                              | 935     | 1,21  |               |        |               |
| Total                                      | Total                                                   | 76 994  | 100   | -             | 3      | en stagnation |
| Abstention                                 | Abstention                                              | 42 108  | 35,35 |               |        |               |
| Inscrits/Participation                     | Inscrits/Participation                                  | 119 102 | 64,65 |               |        |               |
|                                            |                                                         |         |       |               |        |               |
| Source: Commission nationale des élections |                                                         |         |       |               |        |               |

| Parti | Parti | Parti | Parti   | Députés           |
| ----- | ----- | ----- | ------- | ----------------- |
|       | PS    | PS    | PS      | - Nelson Brito    |
|       | CH    | CH    | CH      | - Diva Ribeiro    |
|       | AD    |       | PPD/PSD | - Gonçalo Valente |

#### 2022
| Parti                                      | Parti                                                   | Voix    | %     | +/-  | Sièges | +/-           |
| ------------------------------------------ | ------------------------------------------------------- | ------- | ----- | ---- | ------ | ------------- |
|                                            | Parti socialiste (PS)                                   | 29 533  | 43,66 | 1,33 | 2      | en stagnation |
|                                            | Coalition démocratique unitaire (CDU)                   | 12 442  | 18,82 | 4,89 | 1      | en stagnation |
|                                            | Parti social-démocrate (PPD/PSD)                        | 10 767  | 16,28 | 2,45 | 0      | en stagnation |
|                                            | Chega (CH)                                              | 6 932   | 10,48 | 8,36 | 0      | en stagnation |
|                                            | Bloc de gauche (BE)                                     | 2 511   | 3,80  | 5,64 | 0      | en stagnation |
|                                            | Initiative libérale (IL)                                | 1 388   | 2,10  | 1,65 | 0      | en stagnation |
|                                            | Personnes–Animaux–Nature (PAN)                          | 597     | 0,90  | 1,15 | 0      | en stagnation |
|                                            | CDS – Parti populaire (CDS-PP)                          | 515     | 0,78  | 1,63 | 0      | en stagnation |
|                                            | Libre (L)                                               | 491     | 0,74  | 0,10 | 0      | en stagnation |
|                                            | Parti communiste des travailleurs portugais (PCTP/MRPP) | 415     | 0,63  | 0,77 | 0      | en stagnation |
|                                            | Réagir, inclure, recycler (RIR)                         | 156     | 0,24  | Nv.  | 0      | en stagnation |
|                                            | Volt Portugal (VP)                                      | 103     | 0,16  | Nv.  | 0      | en stagnation |
|                                            | Parti de la Terre (MPT)                                 | 88      | 0,13  | 0,14 | 0      | en stagnation |
|                                            | Ergue-te (E)                                            | 78      | 0,12  | 0,20 | 0      | en stagnation |
|                                            | Mouvement Alternative socialiste (MAS)                  | 62      | 0,09  | Abs. | 0      | en stagnation |
|                                            | Parti travailliste portugais (PTP)                      | 45      | 0,07  | 0,05 | 0      | en stagnation |
|                                            |                                                         |         |       |      |        |               |
| Suffrages exprimés                         | Suffrages exprimés                                      | 66 123  | 97,93 |      |        |               |
| Votes blancs                               | Votes blancs                                            | 763     | 1,13  |      |        |               |
| Votes nuls                                 | Votes nuls                                              | 634     | 0,94  |      |        |               |
| Total                                      | Total                                                   | 67 520  | 100   | -    | 3      | en stagnation |
| Abstention                                 | Abstention                                              | 52 684  | 43,83 |      |        |               |
| Inscrits/Participation                     | Inscrits/Participation                                  | 120 204 | 56,17 |      |        |               |
|                                            |                                                         |         |       |      |        |               |
| Source: Commission nationale des élections |                                                         |         |       |      |        |               |

| Parti | Parti | Parti | Parti | Députés                         |
| ----- | ----- | ----- | ----- | ------------------------------- |
|       | PS    | PS    | PS    | - Nelson Brito - Pedro do Carmo |
|       | CDU   |       | PCP   | - João Dias                     |

### Années 2010

#### 2019
| Parti                                      | Parti                                                   | Voix    | %     | +/-  | Sièges | +/-           |
| ------------------------------------------ | ------------------------------------------------------- | ------- | ----- | ---- | ------ | ------------- |
|                                            | Parti socialiste (PS)                                   | 26 161  | 42,33 | 3,81 | 2      | 1             |
|                                            | Coalition démocratique unitaire (CDU)                   | 14 655  | 23,71 | 2,07 | 1      | en stagnation |
|                                            | Parti social-démocrate (PPD/PSD)                        | 8 546   | 13,83 | N/A  | 0      | 1             |
|                                            | Bloc de gauche (BE)                                     | 5 833   | 9,44  | 0,97 | 0      | en stagnation |
|                                            | CDS – Parti populaire (CDS-PP)                          | 1 490   | 2,41  | N/A  | 0      | en stagnation |
|                                            | Chega (CH)                                              | 1 313   | 2,12  | Nv.  | 0      | en stagnation |
|                                            | Personnes–Animaux–Nature (PAN)                          | 1 269   | 2,05  | 1,22 | 0      | en stagnation |
|                                            | Parti communiste des travailleurs portugais (PCTP/MRPP) | 865     | 1,40  | 1,27 | 0      | en stagnation |
|                                            | Libre (L)                                               | 398     | 0,64  | 0,26 | 0      | en stagnation |
|                                            | Initiative libérale (IL)                                | 279     | 0,45  | Nv.  | 0      | en stagnation |
|                                            | Alliance (A)                                            | 252     | 0,41  | Nv.  | 0      | en stagnation |
|                                            | Parti national rénovateur (PNR)                         | 200     | 0,32  | 0,06 | 0      | en stagnation |
|                                            | Parti de la Terre (MPT)                                 | 169     | 0,27  | 0,07 | 0      | en stagnation |
|                                            | Nous, citoyens ! (NC)                                   | 117     | 0,19  | 0,04 | 0      | en stagnation |
|                                            | Parti populaire monarchiste (PPM)                       | 95      | 0,15  | 0,11 | 0      | en stagnation |
|                                            | Parti démocratique républicain (PDR)                    | 91      | 0,15  | 0,34 | 0      | en stagnation |
|                                            | Parti travailliste portugais (PTP)                      | 74      | 0,12  | 0,15 | 0      | en stagnation |
|                                            |                                                         |         |       |      |        |               |
| Suffrages exprimés                         | Suffrages exprimés                                      | 61 807  | 96,18 |      |        |               |
| Votes blancs                               | Votes blancs                                            | 1 378   | 2,14  |      |        |               |
| Votes nuls                                 | Votes nuls                                              | 1 083   | 1,68  |      |        |               |
| Total                                      | Total                                                   | 64 268  | 100   | -    | 3      | en stagnation |
| Abstention                                 | Abstention                                              | 58 719  | 47,74 |      |        |               |
| Inscrits/Participation                     | Inscrits/Participation                                  | 122 998 | 52,26 |      |        |               |
|                                            |                                                         |         |       |      |        |               |
| Source: Commission nationale des élections |                                                         |         |       |      |        |               |

| Parti | Parti | Parti | Parti | Députés                            |
| ----- | ----- | ----- | ----- | ---------------------------------- |
|       | PS    | PS    | PS    | - Pedro do Carmo - Telma Guerreiro |
|       | CDU   |       | PCP   | - João Dias                        |

#### 2015
| Parti                                      | Parti                                                   | Voix    | %     | +/-   | Sièges | +/-           |
| ------------------------------------------ | ------------------------------------------------------- | ------- | ----- | ----- | ------ | ------------- |
|                                            | Parti socialiste (PS)                                   | 27 778  | 38,52 | 7,61  | 1      | en stagnation |
|                                            | Coalition démocratique unitaire (CDU)                   | 18 592  | 25,78 | 0,55  | 1      | en stagnation |
|                                            | Portugal en avant (PàF) (PPD/PSD-CDS-PP)                | 14 980  | 20,77 | 11,34 | 1      | en stagnation |
|                                            | Bloc de gauche (BE)                                     | 6 105   | 8,47  | 3,08  | 0      | en stagnation |
|                                            | Parti communiste des travailleurs portugais (PCTP/MRPP) | 1 924   | 2,67  | 0,07  | 0      | en stagnation |
|                                            | Personnes–Animaux–Nature (PAN)                          | 598     | 0,83  | 0,09  | 0      | en stagnation |
|                                            | Parti démocratique républicain (PDR)                    | 354     | 0,49  | Nv.   | 0      | en stagnation |
|                                            | Parti uni des retraités (PURP)                          | 348     | 0,48  | Nv.   | 0      | en stagnation |
|                                            | Parti national rénovateur (PNR)                         | 274     | 0,38  | 0,04  | 0      | en stagnation |
|                                            | LIBRE (L)                                               | 272     | 0,38  | Nv.   | 0      | en stagnation |
|                                            | Parti de la Terre (MPT)                                 | 246     | 0,34  | 0,01  | 0      | en stagnation |
|                                            | AGIR (PTP-MAS)                                          | 194     | 0,27  | 0,01  | 0      | en stagnation |
|                                            | Parti populaire monarchiste (PPM)                       | 190     | 0,26  | 0,06  | 0      | en stagnation |
|                                            | Nous, citoyens ! (NC)                                   | 166     | 0,23  | Nv.   | 0      | en stagnation |
|                                            | Ensemble pour le peuple (JPP)                           | 87      | 0,12  | Nv.   | 0      | en stagnation |
|                                            |                                                         |         |       |       |        |               |
| Suffrages exprimés                         | Suffrages exprimés                                      | 72 108  | 96,84 |       |        |               |
| Votes blancs                               | Votes blancs                                            | 1 232   | 1,65  |       |        |               |
| Votes nuls                                 | Votes nuls                                              | 1 124   | 1,51  |       |        |               |
| Total                                      | Total                                                   | 74 464  | 100   | -     | 3      | en stagnation |
| Abstention                                 | Abstention                                              | 54 290  | 42,17 |       |        |               |
| Inscrits/Participation                     | Inscrits/Participation                                  | 128 754 | 57,83 |       |        |               |
|                                            |                                                         |         |       |       |        |               |
| Source: Commission nationale des élections |                                                         |         |       |       |        |               |

| Parti | Parti | Parti | Parti   | Députés          |
| ----- | ----- | ----- | ------- | ---------------- |
|       | PS    | PS    | PS      | - Pedro do Carmo |
|       | CDU   |       | PCP     | - João Ramos     |
|       | PàF   |       | PPD/PSD | - Nilza de Sena  |

#### 2011
| Parti                                      | Parti                                                   | Voix    | %     | +/-  | Sièges | +/-           |
| ------------------------------------------ | ------------------------------------------------------- | ------- | ----- | ---- | ------ | ------------- |
|                                            | Parti socialiste (PS)                                   | 22 307  | 30,91 | 4,94 | 1      | 1             |
|                                            | Coalition démocratique unitaire (CDU)                   | 19 000  | 26,33 | 3,52 | 1      | en stagnation |
|                                            | Parti social-démocrate (PPD/PSD)                        | 17 710  | 24,54 | 9,54 | 1      | 1             |
|                                            | CDS – Parti populaire (CDS-PP)                          | 5 463   | 7,57  | 1,70 | 0      | en stagnation |
|                                            | Bloc de gauche (BE)                                     | 3 890   | 5,39  | 4,88 | 0      | en stagnation |
|                                            | Parti communiste des travailleurs portugais (PCTP/MRPP) | 1 980   | 2,74  | 1,13 | 0      | en stagnation |
|                                            | Personnes–Animaux–Nature (PAN)                          | 532     | 0,74  | Nv.  | 0      | en stagnation |
|                                            | Parti national rénovateur (PNR)                         | 306     | 0,42  | 0,25 | 0      | en stagnation |
|                                            | Parti de la Terre (MPT)                                 | 255     | 0,35  | N/A  | 0      | en stagnation |
|                                            | Parti populaire monarchiste (PPM)                       | 232     | 0,32  | 0,10 | 0      | en stagnation |
|                                            | Parti travailliste portugais (PTP)                      | 201     | 0,28  | Nv.  | 0      | en stagnation |
|                                            | Mouvement Espoir pour le Portugal (MEP)                 | 191     | 0,26  | 0,04 | 0      | en stagnation |
|                                            | Parti humaniste (PH)                                    | 93      | 0,13  | N/A  | 0      | en stagnation |
|                                            |                                                         |         |       |      |        |               |
| Suffrages exprimés                         | Suffrages exprimés                                      | 72 160  | 96,39 |      |        |               |
| Votes blancs                               | Votes blancs                                            | 1 695   | 2,26  |      |        |               |
| Votes nuls                                 | Votes nuls                                              | 1 013   | 1,35  |      |        |               |
| Total                                      | Total                                                   | 74 868  | 100   | -    | 3      | en stagnation |
| Abstention                                 | Abstention                                              | 60 871  | 44,84 |      |        |               |
| Inscrits/Participation                     | Inscrits/Participation                                  | 135 739 | 55,16 |      |        |               |
|                                            |                                                         |         |       |      |        |               |
| Source: Commission nationale des élections |                                                         |         |       |      |        |               |

| Parti | Parti   | Parti   | Parti   | Députés            |
| ----- | ------- | ------- | ------- | ------------------ |
|       | PS      | PS      | PS      | - Luis Pita Ameixa |
|       | CDU     |         | PCP     | - João Ramos       |
|       | PPD/PSD | PPD/PSD | PPD/PSD | - Carlos Moedas    |